# Jakabfalvy András
Jakabfalvai Jakabfalvy András (Buda, 1804. december 4. – Gagybátor, 1859. március 1.) ügyvéd, táblabíró, földbirtokos, országgyűlési követ.

## Élete
Jakabfalvy András magyar királyi helytartósági titkárának és Szilassy Johannának fia. Eleinte házi nevelésben részesült, atyjának és nagyatyjának, Szilassy Józsefnek (későbbi koronaőr) felügyelete alatt. Atyja utóbb hivataláról lemondván, birtokai egyikére Csobajba (Szabolcs megye) költözött; fiát a sárospataki református főiskolába adta, ahol a jogot Kövytől hallgatta; 25 éves korában nőül vette regyolczi Csoma Johannát és gagybátori jószágán telepedett meg. Mint Abaúj- és Torna megyék táblabírája, e két megye közgyűlésein szabadelvű előharcosként szerepelvén, Torna vármegye tiszteletbeli főjegyzője lett és ugyanonnan követül küldetett az 1836. évi országgyűlésre, ahol Deák Ferenccel baráti viszonyba lépett. Különös hatást eszközölt ott azon beszéde, melyet követtársa Ragályi ellen intézett, aki a kormány propozíciója értelmében, a só árának fölemelése mellett szavazott. Torna megye gyűlésén felszólaltak az ellen, hogy azok, akik a megyében vagyonnal nem bírnak, főbb állásokat foglalnak el; ennek következtében lemondott hivataláról és Abaúj megyében összpontosította politikai működését; vallásos tevékenységét pedig mint az abaúji református egyházmegye tanácsbírája, az egyházkerületi gyűléseken képviselője és 1848-ban az egyetemes protestáns értekezlet tagja, fejtette ki. Az 1848–49-es szabadságharc alatt mint Abaúj megye kormánybiztosa és helyettes alispánja teljesítette hazafias kötelességét. Az 1849. február 8-ai hidasnémeti ütközet a megyét az ellenségtől megtisztítván, február 12-én Kassán Felhívást bocsátott ki. (Az Egyházi politika Előszavának V-VI. lapján közölve van.) A Felhívás békülékeny szelleme Szemere Bertalannak nem tetszett és felszólította, hogy kormánybiztosi állásáról mondjon le, amit ő azonnal meg is tett, sőt helyettes alispáni hivataláról is leköszönt. A szabadságharc lezajlása után a k. u. k. Kriegs-Gericht által Kassára idéztetett és három hónapig internálva zaklatták; csak Felhívásának köszönhette, hogy nem ítélték el. Azonban a pesti császári és királyi haditörvényszék 1850. március 21-ei rendeletével utasította azon újabb vád irányi nyilatkozatadásra, hogy ő a szegény-legény c. politikai klub tagja volt. Erre Jakabfalvy áprilisban benyújtott nyilatkozatában előadta, hogy soha semmiféle forradalmi klubnak tagja nem volt és hogy a szegény-legényegylet (Verbrüderung) már a pozsonyi 1848. évi országgyűlés alatt feloszlott alkotmányos oppozíció volt, minden program és alapszabályok nélkül; jegyzőkönyveket nem vezetett és főleg a megyei tisztújításoknál működött. Ezután békében hagyták gagybátori tusculumában, ahol folyton szaporított könyvtárában búvárkodva, az egyházi gyűlésekben meg-megjelenve, a protestáns szaklapokba cikkeket írva, birtokát okszerű gazdászat által jövedelmezőbbé téve parkjában kertészkedett. Könyvtárát a miskolci református gimnáziumnak hagyományozta.
Cikkei a Tudományos Gyűjteményben (1825. VII. Az asszonyi nem tudományos pallérozodásáról), a Felső-Magyarországi Minervában (1828. II. Görögország és Róma bölcsei), a Sárospataki Füzetekben (1857-58. A skót egyház új alkotmánya, A franczia presbyteri egyház régi alkotmánya és újabb szerkezete, A vándorgyűlések, Voluntarizmus, alamizsna-rendszer és még valami).

## Munkája
- Egyházi politika különösen Magyarhonban. Kiadta Jakabfalvy Gyula. Bpest, 1886. (A szerző életrajzával. Ism. Prot. Egyh. és Isk. Lap 1887. 2. sz. 200 példányban nyomatott, melyből a kiadó 180-at a magyar írók segélyegyletének ajándékozott).

Levelei Erdélyi Jánoshoz Gagy-Bátorból 1857. aug. 5., okt. 11., 14., 18., 25., decz. 14. és 30. az Erdélyi Tárban (Erdélyi Pál birtokában).